# 2011 Veteraniya
2011 Veteraniya è un asteroide della fascia principale interna. Scoperto nel 2001, presenta un'orbita caratterizzata da un semiasse maggiore pari a 2,387189 UA e da un'eccentricità di 0,148705, inclinata di 6,176813° rispetto all'eclittica. Ha un diametro di 5,193 km, un periodo di rotazione di 8,209 ore e un'albedo di 0,463.
Fa parte della famiglia di asteroidi Vesta.
L'asteroide è dedicato ai veterani russi della seconda guerra mondiale.